# Euagathis malayensis
Euagathis malayensis är en stekelart som först beskrevs av Bhat och Gupta 1977.  Euagathis malayensis ingår i släktet Euagathis och familjen bracksteklar. Inga underarter finns listade i Catalogue of Life.